# Horst Pinkwart
Otto Manfred Horst Pinkwart (* 14. September 1920 in Liegnitz; † Juni 1998 in Kochel am See) war ein Brigadegeneral des Heeres der Bundeswehr. In seiner letzten Verwendung war er Leiter der Plans Branch beim Supreme Headquarters Allied Powers Europe.

## Militärischer Werdegang

### Wehrmacht
Pimkwart, Sohn eines Oberpostsekretärs, trat am 12. November 1938 als Offizieranwärter bei der Panzerabwehrabteilung 18 in die Wehrmacht ein. Nach einer kurzen Zeit als Maschinengewehrführer in dieser Abteilung, mit der er am Überfall auf Polen teilnahm, wurde er im Mai 1940 für zwei Monate als Zugführer in der Panzerjägerabteilung 672 in Frankreich eingesetzt. Im Anschluss wechselte er für ein halbes Jahr als Ordonnanzoffizier und Adjutant in das Wachbataillon 707, ehe er im Dezember 1940 als Zugführer im Panzerregiment 3 in Griechenland eingesetzt wurde. Ab Juli 1941 war Pinkwart in verschiedenen Tätigkeiten bei der Panzerersatzabteilung 4  in Österreich eingesetzt. Im Oktober 1943 wurde er Kompaniechef im Panzerregiment 3. Mit dieser Einheit wurde er in Russland und an der Invasionsfront in der Normandie sowie in de Eifel eingesetzt. Im September 1944 musste er sich einer schweren Operation an der Gallenblase unterziehen und blieb anschließend bis Februar 1945 im Lazarett. Danach war er im April 1945 Ausbildungsoffizier an der Oberfähnrichschule in Wischau und im Mai 1945 Sachbearbeiter beim Aufstellungsstab für schnelle Panzerjägereinheiten in der Nähe von Prag. Er geriet nicht in Kriegsgefangenschaft.
Pinkwart wurde am 10. August 1941 mit dem Verwundetenabzeichen in Schwarz und am 16. Juli 1944 mit dem Eisernen Kreuz I. Klasse ausgezeichnet.

### Bundeswehr
Pinkwart trat als einer der ersten 101 freiwilligen Soldaten am 12. November 1955 als Oberleutnant in die Bundeswehr ein. Nach Besuch des Einweisungslehrgangs im Dezember 1955 in Sonthofen war er Lehrgangsteilnehmer an der US Armored Forces School in Fort Knox, ehe er im Juni 1956 Zugführer im Panzerlehrbataillon wurde. Ab April 1958 nahm er am 2. Generalstabslehrgang Heer teil Nach Abschluss dieses Lehrgangs wurde er ab April 1959 als G 3 in der Panzerlehrbrigade 9 eingesetzt. Danach folgte ab Januar 1961 eine Verwendung als Hilfsreferent im Bundesnachrichtendienst (zunächst legendiert als Verwendung bei der Zentralen Militärischen Bundeswehrdienststelle in München, dann als Verwendung beim Amt für Militärkunde in München), ehe Pinkwart im April 1963 als G3 der Central Army Group in Heidelberg eingesetzt wurde. Anschließend übernahm er im Oktober 1966 den Dienstposten des Chefs des Stabes der 7. Panzergrenadierdivision. Im Oktober 1968 folgte eine Verwendung als Heeresverbindungsoffizier beim Staff College Camberley sowie im April 1971 eine erneute Verwendung in der NATO als G 3 des deutschen Anteils am Supreme Headquarters Allied Powers Europe. Mit Beförderung zum Brigadegeneral am 1. Oktober 1973 wurde Pinkwart Chef des Stabes des III. Korps. Im Oktober 1976 wechselte er als Leiter der Plans Branch erneut zu SHAPE. Am 30. September 1980 wurde Pinkwart in den Ruhestand versetzt.

## Zivilleben
Unmittelbar nach Kriegsende begann Pinkwart als Angestellter mit verschiedenen Tätigkeiten für die USAREUR an unterschiedlichen Orten in Bayern bis zum Eintritt in die Bundeswehr 1955 zu arbeiten. In dieser Zeit nahm er drei Semester lang an einem Fernkurs in Maschinen- und Motorenbau teil, ohne einen Abschluss zu erreichen. Am 21. August 1980 wurde ihm das Verdienstkreuz 1. Klasse des Verdienstorden der Bundesrepublik Deutschland verliehen.
Pinkwart war verheiratet und hatte zwei Kinder.